# Juan Domingo Brown
Juan Domingo Brown (ur. 21 czerwca 1888, zm. 16 września 1931) – argentyński piłkarz, grający na pozycji obrońcy.

## Kariera klubowa
Juan Brown rozpoczął karierę w klubie Alumni AC. Z Alumni sześciokrotnie zdobył mistrzostwo Argentyny w 1905, 1906, 1907, 1909, 1910 i 1911. W latach 1912–1916 był zawodnikiem CA Argentino de Quilmes. Z Quilmes zdobył swój siódmy w karierze tytuł mistrza Argentyny w 1912.

## Kariera reprezentacyjna
W reprezentacji Argentyny Brown występował w latach 1906-1916. W reprezentacji zadebiutował 15 sierpnia 1906 w wygranym 2-0 meczu z Urugwajem, którego stawką była Copa Lipton. 
W 1910 został powołany na pierwszą, jeszcze nieoficjalną edycję Mistrzostw Ameryki Południowej, który wówczas nazywał się Copa Centenario Revolución de Mayo 1910. Na turnieju w Buenos Aires Brown wystąpił w obu meczach Argentyny z Chile i Urugwajem.
W 1916 wystąpił w już w oficjalnych Mistrzostwach Ameryki Południowej. Na turnieju w Buenos Aires wystąpił w dwóch pierwszych meczach z Chile (dwie bramki z rzutów karnych w 60 i 62 min.) oraz Brazylią. Ostatni raz w reprezentacji Brown wystąpił 1 października 1916 w wygranym 7-2 towarzyskim meczu z Urugwajem. Ogółem w barwach albicelestes wystąpił w 36 meczach (w 12 był kapitanem), w których zdobył 2 bramki.
| Mecze i gole w reprezentacji | Mecze i gole w reprezentacji | Mecze i gole w reprezentacji | Mecze i gole w reprezentacji | Mecze i gole w reprezentacji | Mecze i gole w reprezentacji | Mecze i gole w reprezentacji |
| #                            | Data                         | Miasto                       | Przeciwnik                   | Gol                          | Wynik                        | Rozgrywki                    |
| ---------------------------- | ---------------------------- | ---------------------------- | ---------------------------- | ---------------------------- | ---------------------------- | ---------------------------- |
| 1.                           | 15.08.1906                   | Montevideo                   | Urugwaj                      |                              | 2:0                          | Copa Lipton                  |
| 2.                           | 21.10.1906                   | Buenos Aires                 | Urugwaj                      |                              | 2:1                          | Copa Newton                  |
| 3.                           | 15.08.1907                   | Buenos Aires                 | Urugwaj                      |                              | 2:1                          | Copa Lipton                  |
| 4.                           | 06.10.1907                   | Montevideo                   | Urugwaj                      |                              | 2:1                          | Copa Newton                  |
| 5.                           | 13.09.1908                   | Buenos Aires                 | Urugwaj                      |                              | 2:1                          | Copa Newton                  |
| 6.                           | 04.10.1908                   | Buenos Aires                 | Urugwaj                      |                              | 0:1                          | Gran Premio                  |
| 7.                           | 15.08.1909                   | Buenos Aires                 | Urugwaj                      |                              | 2:1                          | Copa Lipton                  |
| 8.                           | 19.09.1909                   | Montevideo                   | Urugwaj                      |                              | 2:2                          | Copa Newton                  |
| 9.                           | 10.10.1908                   | Buenos Aires                 | Urugwaj                      |                              | 3:1                          | Gran Premio                  |
| 10.                          | 05.06.1910                   | Buenos Aires                 | Chile                        |                              | 5:1                          | Copa Centenario              |
| 11.                          | 12.06.1910                   | Buenos Aires                 | Urugwaj                      |                              | 4:1                          | Copa Centenario              |
| 12.                          | 15.08.1910                   | Montevideo                   | Urugwaj                      |                              | 1:3                          | Copa Lipton                  |
| 13.                          | 11.09.1910                   | Viña del Mar                 | Chile                        |                              | 3:0                          | towarzyski                   |
| 14.                          | 13.11.1910                   | Buenos Aires                 | Urugwaj                      |                              | 1:1                          | Gran Premio                  |
| 15.                          | 27.11.1910                   | Buenos Aires                 | Urugwaj                      |                              | 2:6                          | Gran Premio                  |
| 16.                          | 15.08.1911                   | Buenos Aires                 | Urugwaj                      |                              | 0:2                          | Copa Lipton                  |
| 17.                          | 17.09.1911                   | Montevideo                   | Urugwaj                      |                              | 3:2                          | Copa Newton                  |
| 18.                          | 08.10.1911                   | Montevideo                   | Urugwaj                      |                              | 1:1                          | Gran Premio                  |
| 19.                          | 22.10.1911                   | Buenos Aires                 | Urugwaj                      |                              | 2:0                          | Gran Premio                  |
| 20.                          | 29.10.1911                   | Montevideo                   | Urugwaj                      |                              | 0:3                          | Gran Premio                  |
| 21.                          | 15.08.1912                   | Montevideo                   | Urugwaj                      |                              | 0:2                          | Copa Lipton                  |
| 22.                          | 25.08.1912                   | Montevideo                   | Urugwaj                      |                              | 0:3                          | Gran Premio                  |
| 23.                          | 06.10.1912                   | Avellaneda                   | Urugwaj                      |                              | 3:3                          | Copa Newton                  |
| 24.                          | 01.12.1912                   | Montevideo                   | Urugwaj                      |                              | 3:1                          | towarzyski                   |
| 25.                          | 15.06.1913                   | Avellaneda                   | Urugwaj                      |                              | 1:1                          | Copa Presídente Peña         |
| 26.                          | 09.07.1913                   | Avellaneda                   | Urugwaj                      |                              | 2:1                          | Copa Presídente Peña         |
| 27.                          | 15.08.1913                   | Avellaneda                   | Urugwaj                      |                              | 4:0                          | Copa Lipton                  |
| 28.                          | 05.10.1913                   | Montevideo                   | Urugwaj                      |                              | 0:1                          | Gran Premio                  |
| 29.                          | 26.10.1913                   | Montevideo                   | Urugwaj                      |                              | 0:1                          | Copa Newton                  |
| 30.                          | 18.07.1915                   | Montevideo                   | Urugwaj                      |                              | 3:2                          | Gran Premio                  |
| 31.                          | 15.08.1915                   | Buenos Aires                 | Urugwaj                      |                              | 2:1                          | Copa Lipton                  |
| 32.                          | 12.09.1915                   | Montevideo                   | Urugwaj                      |                              | 0:2                          | Copa Newton                  |
| 33.                          | 06.07.1916                   | Buenos Aires                 | Chile                        | Gol · Gol                    | 6:1                          | Copa América                 |
| 34.                          | 10.07.1916                   | Buenos Aires                 | Brazylia                     |                              | 1:1                          | Copa América                 |
| 35.                          | 15.08.1916                   | Montevideo                   | Urugwaj                      |                              | 2:1                          | Copa Lipton                  |
| 36.                          | 01.10.1916                   | Avellaneda                   | Urugwaj                      |                              | 7:2                          | mecz towarzyski              |